# Monte Acibal
El Monte Acibal es una montaña en España, en el área metropolitana de Pontevedra. Está situada en la provincia de Pontevedra, en Galicia y se extiende por los municipios de Barro, Campo Lameiro, y Moraña. Se encuentra a 573 metros sobre el nivel del mar. Desde su cumbre se pueden observar las rías de Pontevedra y de Arosa en días despejados. 
El terreno alrededor del Monte Acibal es mayoritariamente abrupto y montañoso, pero en el noroeste es llano. Este monte forma parte de las estribaciones de la dorsal gallega hacia la costa, encontrándose entre el valle del río Lérez al este y la Depresión Meridiana al oeste. El monte separa las cuencas de los ríos Lérez y Umia. En su ladera sudoeste se encuentra el embalse de Pontillón de Castro.
La densidad poblacional en los alrededores del monte es de 239 personas por kilómetro cuadrado, dando lugar a una zona bastante densamente poblada. La gran ciudad más cercana al monte es Pontevedra, a 10.6 km al suroeste. El área alrededor del Monte Acibal está casi cubierta de bosque mixto.
El clima es templado. La temperatura promedio es de 13 °C. El mes más caluroso es julio, con 21 °C, y enero el más frío, con 6 °C. La precipitación media es de 1,807 milímetros al año. El mes más lluvioso es enero, con 261 milímetros de lluvia, y el más seco es julio, con 32 milímetros.
| Climograma de Monte Acibal | Climograma de Monte Acibal | Climograma de Monte Acibal | Climograma de Monte Acibal | Climograma de Monte Acibal | Climograma de Monte Acibal | Climograma de Monte Acibal | Climograma de Monte Acibal | Climograma de Monte Acibal | Climograma de Monte Acibal | Climograma de Monte Acibal | Climograma de Monte Acibal |
| --- | -------------------------- | -------------------------- | -------------------------- | -------------------------- | -------------------------- | -------------------------- | -------------------------- | -------------------------- | -------------------------- | -------------------------- | -------------------------- |
| E | F                          | M                          | A                          | M                          | J                          | J                          | A                          | S                          | O                          | N                          | D                          |
| 261 9 3 | 172 12 4                   | 158 14 5                   | 156 19 7                   | 104 22 9                   | 67 26 13                   | 32 27 15                   | 43 26 13                   | 119 23 14                  | 222 17 9                   | 242 13 6                   | 230 9 3                    |
| temperaturas en °C • totales de precipitación en mm |                            |                            |                            |                            |                            |                            |                            |                            |                            |                            |                            |
| Conversión sistema imperial\| E \| F \| M \| A \| M \| J \| J \| A \| S \| O \| N \| D \| \| 10 48 37 \| 6.8 54 39 \| 6.2 57 41 \| 6.1 66 45 \| 4.1 72 48 \| 2.6 79 55 \| 1.3 81 59 \| 1.7 79 55 \| 4.7 73 57 \| 8.7 63 48 \| 9.5 55 43 \| 9.1 48 37 \| \| temperaturas en °F • totales de precipitación en pulgadas \| \| \| \| \| \| \| \| \| \| \| \| |                            |                            |                            |                            |                            |                            |                            |                            |                            |                            |                            |
| E | F                          | M                          | A                          | M                          | J                          | J                          | A                          | S                          | O                          | N                          | D                          |
| 10 48 37 | 6.8 54 39                  | 6.2 57 41                  | 6.1 66 45                  | 4.1 72 48                  | 2.6 79 55                  | 1.3 81 59                  | 1.7 79 55                  | 4.7 73 57                  | 8.7 63 48                  | 9.5 55 43                  | 9.1 48 37                  |
| temperaturas en °F • totales de precipitación en pulgadas |                            |                            |                            |                            |                            |                            |                            |                            |                            |                            |                            |

| E                                                         | F         | M         | A         | M         | J         | J         | A         | S         | O         | N         | D         |
| 10 48 37                                                  | 6.8 54 39 | 6.2 57 41 | 6.1 66 45 | 4.1 72 48 | 2.6 79 55 | 1.3 81 59 | 1.7 79 55 | 4.7 73 57 | 8.7 63 48 | 9.5 55 43 | 9.1 48 37 |
| temperaturas en °F • totales de precipitación en pulgadas |           |           |           |           |           |           |           |           |           |           |           |

El lugar más alto de la zona es la Sierra del Cando, a 981 metros sobre el nivel del mar y a 18.8 km al este del Monte Acibal. 